# Lit (Band)
Lit ist eine US-amerikanische Rockband aus Orange County, Kalifornien.

## Geschichte
Die Musikgruppe wurde 1990 als Metal-Band Razzle gegründet. Einige Jahre später wurde der Bandname in Stain geändert, doch da es bereits eine Band dieses Namens gab, wurde die Gruppe 1996 erneut und diesmal in Lit umbenannt.
Noch 1996 erschien die EP Five Smokin' Tracks from Lit. Durch das erste, 1997 erschienene Album Tripping the Light Fantastic wurde die Plattenfirma RCA Records auf Lit aufmerksam. 1999 veröffentlichten Lit das Album A Place in the Sun, die sich zu einem Erfolgsalbum entwickelt, genauso wie ihr Song My own worst Enemy (dt. Mein eigener schlimmster Feind), der auch im Videospiel Rock Band 2 erschienen ist. Dem Album folgten einige erfolgreiche Singleauskopplungen. Die folgende Tour bestritten Lit zusammen mit Silverchair, The Offspring und Garbage. 2001 erschien das dritte Studioalbum der Band, Atomic. Darauf ist auch der Hit Over My Head vorhanden, der Verwendung fand im Soundtrack zum Animationsfilm Titan A.E. 2003 wechselte Lit das Label und unterzeichnete einen neuen Vertrag beim kleineren Label DRT Entertainment.
Am 26. Juli 2008 hatte Adrian Young von No Doubt einen Gastauftritt mit Lit. Am 13. August 2009 starb Schlagzeuger Allen Shellenberger im Alter von 39 Jahren an einem Gehirntumor. Am 27. November 2009 kam Nathan Walker zur Band und ist seitdem der neue Schlagzeuger und Ersatz für Allen Shellenberger. 2010 kam Ryan Gillmor zur Band. Hier spielt er nun Rhythmusgitarre und Keyboard.

## Diskografie

### Alben
| Jahr | Titel              | Höchstplatzierung, Gesamtwochen, AuszeichnungChartplatzierungen (Jahr, Titel, Platzierungen, Wochen, Auszeichnungen, Anmerkungen) | Höchstplatzierung, Gesamtwochen, AuszeichnungChartplatzierungen (Jahr, Titel, Platzierungen, Wochen, Auszeichnungen, Anmerkungen) | Anmerkungen                            |
| Jahr | Titel              | UK | US | Anmerkungen                            |
| ---- | ------------------ | --- | --- | -------------------------------------- |
| 1999 | A Place in the Sun | UK52 Silber · (2 Wo.)UK | US31 Platin · (72 Wo.)US | Erstveröffentlichung: 23. Februar 1999 |
| 2001 | Atomic             | — | US36 (4 Wo.)US | Erstveröffentlichung: 16. Oktober 2001 |
| 2004 | Lit                | — | US113 (1 Wo.)US | Erstveröffentlichung: 22. Juni 2004    |

Weitere Alben
- 1996: Five Smokin' Tracks from Lit (EP)
- 1997: Tripping the Light Fantastic
- 2004: Platinum & Gold Collection
- 2012: The View from the Bottom
- 2017: These Are the Days

### Singles
| Jahr | Titel Album                           | Höchstplatzierung, Gesamtwochen, AuszeichnungChartplatzierungen (Jahr, Titel, Album, Platzierungen, Wochen, Auszeichnungen, Anmerkungen) | Höchstplatzierung, Gesamtwochen, AuszeichnungChartplatzierungen (Jahr, Titel, Album, Platzierungen, Wochen, Auszeichnungen, Anmerkungen) | Anmerkungen                              |
| Jahr | Titel Album                           | UK | US | Anmerkungen                              |
| ---- | ------------------------------------- | --- | --- | ---------------------------------------- |
| 1999 | My Own Worst Enemy A Place in the Sun | UK16 Silber · (4 Wo.)UK | US51 ×2Doppelplatin · (20 Wo.)US | Erstveröffentlichung: 2. März 1999       |
| 1999 | Zip-Lock A Place in the Sun           | UK60 (2 Wo.)UK | — | Erstveröffentlichung: 28. September 1999 |
| 2000 | Over My Head Atomic                   | UK37 (2 Wo.)UK | — | Erstveröffentlichung: 6. Juni 2000       |

Weitere Singles
- 1997: Bitter
- 2000: Miserable
- 2001: Lipstick and Bruises
- 2002: Addicted
- 2004: Looks Like They Were Right
- 2004: Times Like This
- 2005: Needle & Thread
- 2008: No Turning Back